# Bajka o tym, co wyruszył, by nauczyć się bać
Bajka o tym, co wyruszył, by nauczyć się bać (niem. Von einem, der auszog, das Fürchten zu lernen) – niemiecki film familijny z 2014 roku, należący do cyklu filmów telewizyjnych Najpiękniejsze baśnie braci Grimm. Film jest adaptacją baśni braci Grimm pt. Bajka o jednym takim, co wyruszył w świat by strach poznać.

## Fabuła
Michael jest jednym z najbardziej dzielnych młodych chłopców. Wszyscy są z niego bardzo dumni, jednak jego rodzina jest zmartwiona faktem, że chłopiec niczego się nie boi i nigdy nie zaznał lęku. Michael postanawia wyruszyć w podróż, by doświadczyć na własnej skórze czym jest strach. Dociera do miejscowości, w której zamek króla został opanowany przez duchy. Król nie mając już siły na walkę z duchami, postanawia ofiarować rękę swojej córki, śmiałkowi, któremu uda się je wypędzić z zamku. Dotychczas żaden nie potrafił tego dokonać, jednak wkrótce do króla zgłasza się Michael. 

## Obsada
- Isolda Dychauk jako Księżniczka Elisabeth
- Tim Oliver Schultz jako Michel
- Heiner Lauterbach jako Król
- Rick Kavanian jako Człowiek z torfu
- Milan Peschel jako Gospodarz
- Jochen Nickel jako Ojciec
- Michael Kessler jako Bandulf
- Jorres Risse jako Igor